# 方建明
方建明（1964年11月—），男，浙江人，中华人民共和国外交官，现任中华人民共和国外交部驻香港特别行政区特派员公署副特派员。

## 生平
1986年，进入中华人民共和国外交部工作，先后在外交部办公厅、驻纽约总领事馆、驻法国大使馆、外交部驻香港特派员公署任职，后任外交部办公厅副主任。2021年，任外交部驻香港特派员公署副特派员。

## 家庭
已婚，有一子。